# Connétable de France
Connétable de France (af latin: comes stabulari, "staldbroder" eller senere "greven for stalden") var i middelalderen den højeste militære rang i Frankrig. Han var kongens stedfortræder, havde højere rang end alle andre adelsmænd og var kun underlagt kongen selv. I realiteten var der ofte gnidninger, hvis han fx var af lavadelig slægt. Embedet blev oprettet første gang af i 1060 af Philip 1., og Alberic var den første, som bar titlen. I 1627 blev det nedlagt af Kardinal Richelieu, og rangen blev erstattet af Doyen des maréchaux, den ældste marskal af Frankrig, og var af ren ceremoniel betydning.
Connétables våbenmærke var et kunstfærdigt udformet sværd i en blå skede smykket med franske liljer (fleur-de-lis). Traditionelt blev sværdet overrakt i forbindelse med indtrædelsen i embedet.

## Connétables de France 1060 – 1626
Bemærk at i flere perioder var der ikke udnævnt en Connétable.
- Alberic 1060–1065
- Balberic 1065–1069
- Gauthier 1069–1071
- Adelelme 1071–1075
- Adam 1075–1085
- Thibaut, Seigneur de Montmorency 1085–1107
- Gaston de Chanmont 1107–1108
- Hugues le Borgne de Chanmont 1108–1135
- Mathieu de Montmorency (d. 1160) 1138–?
- Simon de Neauphle-le-Chateau 1165–?
- Raoul de Clermont (d. 1191) 1174–1194
- Dreux IV de Mello (1148–1218) 1194–1218
- Mathieu I LeGrand Baron de Montmorency (d. 1231) 1218–1231
- Amaury VI de Montfort (d. 1249) 1231–1240
- Humbert V de Beaujeu (d. 1250) 1240–1248
- Gilles II de Trasignies (d. 1275) 1248–1277
- Humbert VI de Beaujeu (d. 1285) 1277
- Raoul II de Clermin (d. 1302) 1277–1307
- Gaucher de Chatillon (1249–1329) 1307–1329
- Raoul I af Brienne, greve af Eu og Guînes (d. 1344) 1329–1344
- Raoul II af Brienne, greve af Eu og Guînes (henrettet for forræderi 1350) 1344–1350, krigsfange i England og henrettet umiddelbart er sin hjemkomst til Paris i 1346.
- Charles de la Cerda (d. 1354) 1350–1354
- Jacob I, greve af La Marche (1319–1362) 1354–1356
- Valther VI af Brienne (c. 1304–1356, dræbt i slaget ved Poitiers 1356)
- Robert Morean de Fiennes (1308–1372) 1356–1370
- Bertrand du Guesclin (1320–1380) 1370–1380
- Olivier IV de Clisson (1336–1407) 1380–1392
- Philip af Artois, greve af Eu (1358–1397) 1392–1397
- Louis de Sancerre (1341–1402) 1397–1402
- Charles d'Albret, Comte de Dreux (d. 1415, dræbt i slaget ved Agincourt) tjente i to omgange: 1402–1411 og 1413–1415
- Waleran III af Luxembourg, greve af Ligny (d. 1413) 1411–1413
- Bernard VII, greve af Armagnac (d. 1418) 1415–1418
- Karl 2., hertug af Lorraine (1365–1431) 1418–1425
- John Stewart, jarl af Buchan (f. ca..1381– dræbt i slaget ved Verneuil 1424) tjente 1424
- Arthur III, hertug af Bretagne (Arthur de Richemont)(1393–1458) 1425–?
- Louis de Luxembourg, greve af Saint-Pol (1418–1475) 1465–?
- Jean II le Bon de Bourbon (1426–1488) 1483
- Charles III, hertug af Bourbon (1490–1527, dræbt under plyndringen af Rom (1527)). 1518–1523
- Anne de Montmorency, Grand Maitre de France (1492–1567, dræbt i slaget ved Saint-Denis) 1538–1567
- Henri I de Montmorency (1570–1621) 1593–1621
- François de Bonne, duc de Lesdiguières, Marechal de France (1543–1636) 1622–1626 den sidste connétable de France.

Henrik 6. af England, der gjorde krav på Frankrigs krone udnævnte John Talbot, jarl af Shrewsbury som connétable de France 1445.

## Eksterne link
- Heraldica
- Fransk site om Heraldik Arkiveret 14. oktober 2007 hos  Wayback Machine